# Кумаґая

36°8′50″ пн. ш. 139°23′19″ сх. д. / 36.14722° пн. ш. 139.38861° сх. д.
Кумаґая́ (яп. 熊谷市, くまがやし, МФА: [kumagai̯ ɕi̥]) — місто в Японії, в префектурі Сайтама.

## Короткі відомості
Розташоване в північній частині префектури. Протягом 12 — 14 століття було вотчиною самурайського роду Кумаґай. Сформувалося на основі середньовічного постоялого містечка на шляху Тюсан. До 19 століття року називалося Кумаґа́й. Основою економіки є важка промисловість. Станом на 1 жовтня 2008 площа міста становила 159,88 км². Станом на 1 січня 2009 населення міста становило 204 182 осіб.

## Міста-побратими
- Інверкаргілл, Нова Зеландія (1984)